# Achillekà Komguem
Achille Komguem Kamsu – dit Achillekà –, né en 1973 à Douala (Cameroun), est un peintre, sculpteur et vidéaste camerounais qui vit et travaille entre Douala et Yaoundé et enseigne les arts plastiques à l'Université de Maroua.
En 2004 il remporte le premier prix UNESCO pour les Arts visuels, en hommage à un travail qui « se veut un plaidoyer poétique contre les violences, les abus et la haine ».